# Identidad de órgano
La identidad de órgano es un fenómeno por el que durante el desarrollo embrionario de animales y plantas grupos de células, al conocer cuál es su posición dentro del embrión, se diferencian hacia un determinado órgano o estructura, adquiriendo un compromiso de destino celular. En la toma de decisión intervienen tanto las interacciones con las células del entorno como los gradientes de factores morfogenéticos que definen los ejes corporales.
Queda mucho por conocer sobre los marcadores y morfógenos propios de cada órgano concreto, pero se conocen bien ciertos modelos:

## Identidad de apéndices deDrosophila melanogaster
El plan corporal de todos los artrópodos incluye dos pares de apéndices por cada segmento: un par dorsal y otro ventral. En el caso concreto de la mosca de la fruta, los apéndices de la forma adulta se forman a partir de estructuras epiteliales en forma de saco llamados “discos imaginales” que se determinan ya desde el estado embrionario y que crecen durante toda la etapa larvaria para posteriormente dar lugar a las estructuras adultas durante la metamorfosis. 
En el caso de los segmentos torácicos, unos pequeños grupos de células en cada segmento y a cada lado del embrión que se encuentran en la intersección entre una banda de expresión de wingless y otra de decapentaplegic comienzan a expresar el marcador distalless, quedando comprometidas a un destino de apéndice. De estos primeros grupos, un conjunto de células comienza a migrar hacia la parte dorsal del embrión, perdiendo con ello la expresión de distalless y ganando la de vestigial, snail y escargot, y con ello, convirtiéndose en los primordios de apéndices dorsales. Por su parte, las células que quedaron en la parte ventral son los primordios de los ventrales, y perderán también distalless pero solo en la región proximal (la más periférica del grupo)
Los apéndices concretos a los que dan lugar estos primordios de discos imaginales que corresponden a los tres segmentos torácicos son los siguientes:
- T1: Par de discos humerales (no dan lugar a apéndices como tales pero sí a las placas humerales) y par de patas 1
- T2: Par de alas y par de patas 2
- T3: Par de halterios y par de patas 3

Como se ve, si bien los apéndices ventrales (patas) son idénticos en los 3 segmentos, los dorsales son muy distintos en cuanto a tamaño, forma, función, proliferación y, en definitiva, en programa de desarrollo. Este hecho se debe a que una vez definida la identidad de órgano como disco imaginal dorsal, es necesaria la participación de los genes homeóticos para dotarles de una identidad más concreta a lo largo del eje antero-posterior
No obstante, y aunque cualquier segmento podría producir un par de apéndices, esto es sólo cierto en los 3 segmentos torácicos, puesto que en los 9 segmentos abdominales (que carecen de apéndices) las células correspondientes a potenciales apéndices, los histoblastos, sufren un programa de desarrollo completamente distinto que les lleva a producir todo el futuro tejido de la epidermis abdominal. Esta situación les es impuesta por los genes del complejo homeótico BX-C (complejo bithorax), que de hecho si es eliminado, hace que los histoblastos adquieran la expresión de distalless como si de discos imaginales se trataran, haciendo intuir que la condición ancestral de los artrópodos es poseer dos pares de apéndices en cada segmento.

## Formación de dientes de mamíferos
Éstos se forman a partir de tejidos mesenquimático y epitelial que se convierten al final del proceso en odontoblastos y ameloblastos respectivamente. Se ha visto una “comunicación” recíproca entre ambos tejidos en las que en los primeros momentos el epitelio secreta factores que promueven el que las células mesenquimáticas agreguen (sindecano y tenascina) y posteriormente formen odontoblastos. Por su parte el mesénquima secreta primeramente el factor INT-2 que promueve la mitosis y la diferenciación del eptelio a ameloblastos, posteriormente secretan Osteonectina y Colágeno tipo I y en la fase final Dentina.
Se trata de un modelo sobre el que se extrapola que los factores que secreta una célula por un lado promueven que las células cercanas se diferencien al mismo órgano al tiempo que bloquean la misma diferenciación en el resto del embrión.